# Farce de marmiton
 (juillet 2025).
Pour plus de détails, voir Fiche technique et Distribution.
Farce de marmiton est un film de Georges Méliès sorti en 1900 au début du cinéma muet.